# Kuvasay
Kuvasay es una localidad de Uzbekistán, en la provincia de Ferganá.
Se encuentra a una altitud de 770 m sobre el nivel del mar. 

## Demografía
Según estimación 2010 contaba con una población de 34 832 habitantes.